# Batiz András
Batiz András (Budapest, 1975. május 31.) magyar műsorvezető, szerkesztő, kormányszóvivő, tréner és tanácsadó.

## Élete
Batiz Géza és Cseke Klára gyermekeként született. Édesanyja anyai nagyapja hidasnémeti Ferdinandy Gyula (1873–1960) jogász, miniszter volt.
Középiskolai tanulmányait a Budapest-Fasori Evangélikus Gimnáziumban kezdte, majd a Móricz Zsigmond Gimnáziumban fejezte be. Főiskolai tanulmányait a Színház- és Filmművészeti Főiskolán végezte 1993–1997 között Vitray Tamás és Horváth Ádám osztályában. Később diplomát szerzett a Szegedi Tudományegyetem pszichológia szakán (2019).
1994–1997 között a Magyar Televíziónál dolgozott olyan műsorokban, mint például a Múzsa, Ablak, Tonik. 1995–96-ban a Petőfi Rádiónál dolgozott (Híradó című könnyűzenei program). 1997–2004 között az RTL Klub Fókusz ill. 2000-ig a Vasárnapi kiadás szerkesztő-műsorvezetője volt. 2004 és 2006 között kormányszóvivőként, majd a Kormányzati Kommunikációs Központ igazgatójaként dolgozott. 2007-től az Impact Works Kft. tulajdonos-ügyvezetője, 2019-től az IW Zrt. elnöke. Vállalatvezetőknek és felsővezetőknek tart kommunikációs képzéseket elsősorban Magyarországon, de dolgozott négy kontinens több mint 20 országában. Munkáltatói márkaépítés területen nagyvállalatok stratégiai partnere. Rendszeresen előadója konferenciáknak kíváncsiság, történetmesélés, személyes varázs, és munkahelyi elkötelezettségnövelés témakörökben, és alkalmanként szerepel a Magyarországi Baptista Egyház által szervezett rendezvényeken is.

## Magánélete
Nős, felesége Debre Krisztina, gyermekeik Iván (2006. május 25.) és Léda (2010. március 30.)

## Művei
- Fókuszban (2002)
- Szaddám (Wagner Péterrel, 2003)
- Batiz András és Bernáth Gábor (2014): Szemtől-szembe a többségi előítéletek és közöny mumusával. Kommunikációs javaslatok helyi roma integrációs programok tervezéséhez és megvalósításához. Motiváció Oktatási Egyesület, Szeged.[4]

## Műsorai
- Múzsa
- Ablak
- Tonik
- Híradó
- Fókusz (1997–2004)
- Vasárnapi kiadás

## Filmjei
- Pionírok (1997) (rendező)